# Kazimierz Kamiński (aktor)

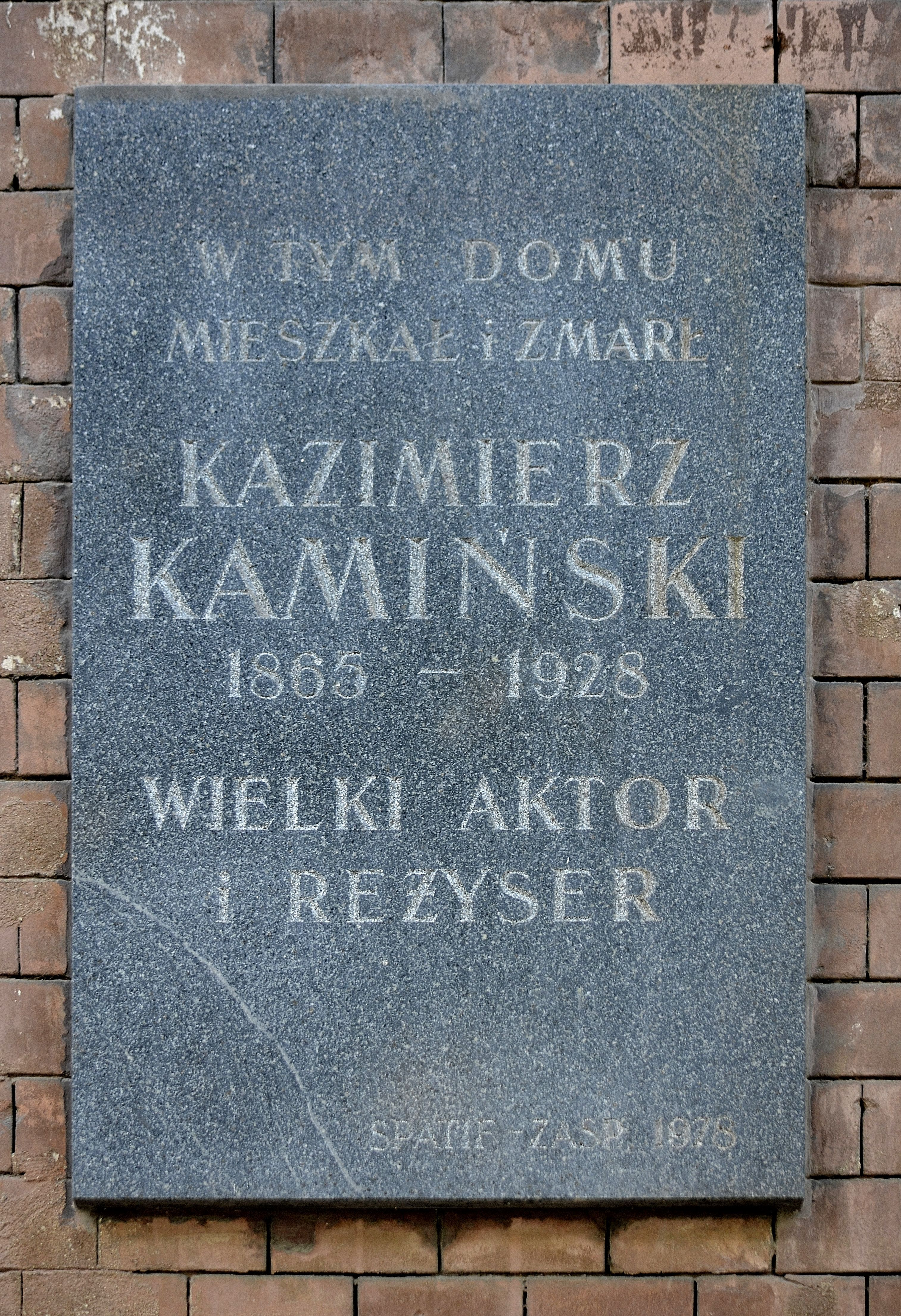
Tablica pamiątkowa na fasadzie kamienicy przy rzy ul. Wiejskiej 21 w Warszawie

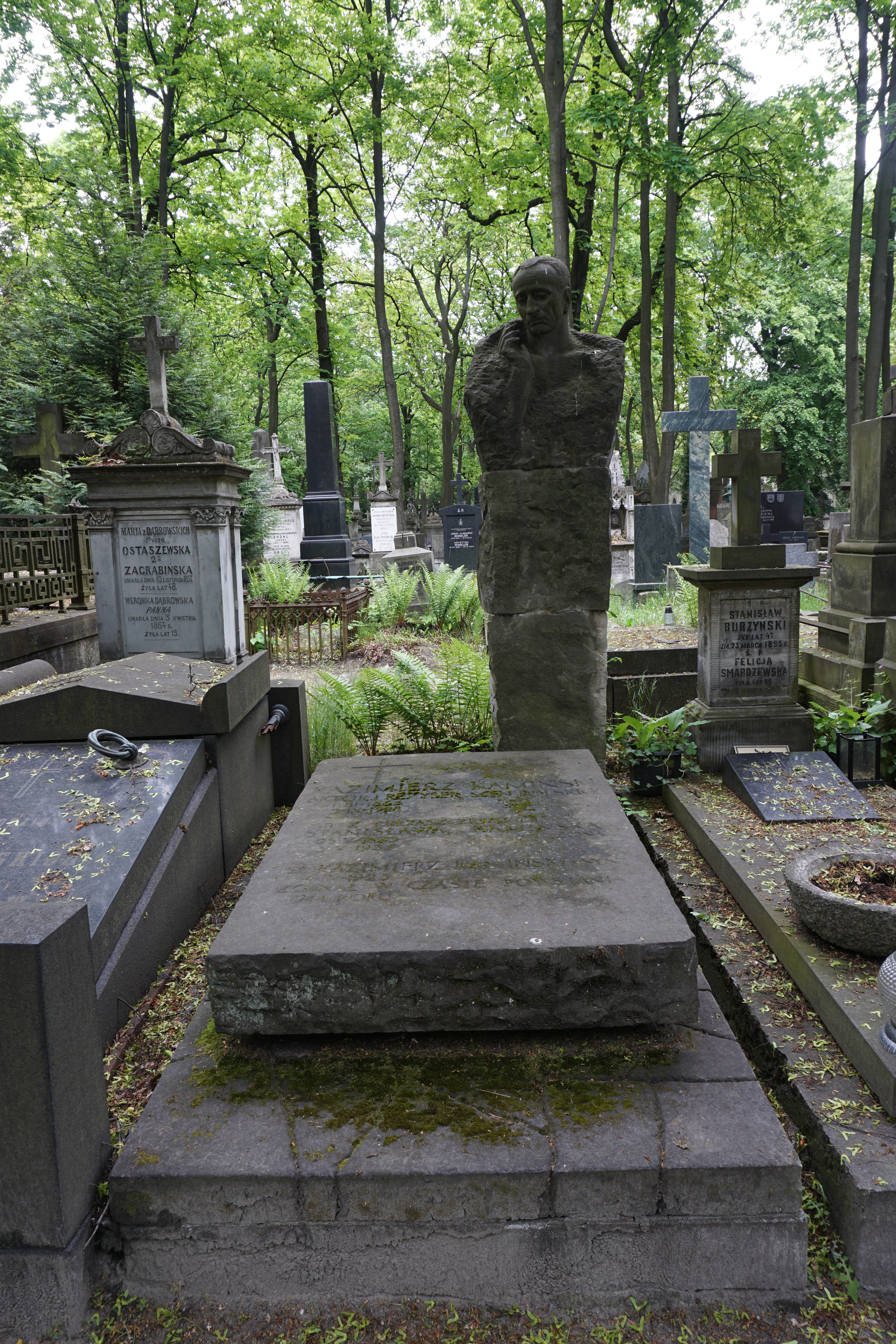
Grób Kazimierza Kamińskiego na cmentarzu Powązkowskim

Kazimierz Kamiński (ur. 1 marca 1865 w Warszawie, zm. 9 września 1928 tamże) – polski aktor i reżyser.

## Życiorys
Kariera aktorska rozpoczęła się od występów od roku 1884 na scenie ogródkowej „Eldorado” w Warszawie oraz w wielu zespołach teatralnych na polskiej prowincji, później także w Odessie, Petersburgu (1891) i Chicago (1892). W latach 1893–1901 pracował w Krakowie, a w latach 1901–1904 we Lwowie. W roku 1908 zaczął występować w Warszawie (m.in. w Teatrze Rozmaitości i Teatrze Narodowym).
Uznawany za jednego z najwybitniejszych polskich aktorów. Jego kreacje poprzedzała szczegółowa analiza psychologiczna. Jako pierwszy zastosował realizm gry aktorskiej w pełnym rozumieniu tego słowa.
Jako aktor odznaczał się wybitną inteligencją i niezwykłą starannością w opracowaniu ról, z których stwarzał prawdziwe arcydzieła sztuki scenicznej, zwłaszcza w zakresie dramatu psychologicznego.
Pracując w krakowskim Teatrze Miejskim stworzył m.in. rolę Stańczyka w „Weselu” Wyspiańskiego. Dla tego samego autora stał się „przyczyną” stworzenia studium o „Hamlecie”, Bajdalski w „Panu Damazym”, król w „Mazepie”, kardynał w „Don Carlosie”, Mefisto w „Fauście”, „Bogaty wujaszek” Kalwersa, Łącki w „Złotem runie”, „Fryderyk Wielki” Nowaczyńskiego i in.
W Warszawie reżyserował m.in. Głupiego Jakuba Tadeusza Rittnera (1920) i Mazepę Juliusza Słowackiego (1924).
2 maja 1924 został odznaczony Krzyżem Oficerskim Orderu Odrodzenia Polski.
Kazimierz Kamiński został pochowany na cmentarzu Powązkowskim (kwatera 20-6-17).

## Upamiętnienie
- We wrześniu 1978 na kamienicy przy ul. Wiejskiej 21, w której mieszkał i zmarł Kazimierz Kamiński, odsłonięto tablicę pamiątkową[6].